# Paula Tomás Marques
Paula Tomás Marques (* 1994)  ist eine portugiesische Filmemacherin und Lehrerin.

## Werdegang
Paula Tomás Marques studierte Regie und Kamera an der Escola Superior de Teatro e Cinema. Sie machte einen Abschluss in Soziologie mit Schwerpunkt Gender Studies an der University Institute of Lisbon (ISCTE) und mit einem Stipendium der Calouste Gulbenkian Foundation einen Masterabschluss in Film an der Elías Querejeta Zine Eskola San Sebastián.
In ihren Regiearbeiten wie In Case of Fire, Blindman's Buff und Dildotectonics beschäftigt sie sich mit Themen wie Geschlecht, Sexualität und Geschichtsschreibung. Sie verarbeitet in den Filmen Lebenserfahrungen sowie Erkenntnisse aus der historischen und soziologischen Forschung. Paula Tomás Marques hat auch mit anderen Regisseurinnen und Regisseuren als Kamerafrau (Bruno Abib, Matías Piñeiro), Editorin (Cristiana Forte, João Pedro Rodrigues) und Script Supervisor (Alexander David, Isadora Neves Marques) gearbeitet. Sie lebt in Porto und Lissabon.
Ihre Arbeiten wurden international aufgeführt, darunter Ann Arbor Film Festival, Anthology Film Archives und New York Film Festival, BFI Flare, Curtas Vila do Conde und IndieLisboa, Go Short (Niederlande), Kurzfilm Festival Hamburg, Curta Cinema e Olhar de Cinema (Brasilien), Festival Internacional de Cine de San Sebastián, Viennale, Visions du Réel und wurden vielfach ausgezeichnet. Ihr Spielfilmdebüt, Duas vezes João Liberada, feiert seine Premiere in der Sektion Perspektives der 75. Internationalen Filmfestspiele Berlin 2025.

## Filmografie
- 2016: Sem Armas (Barehanded), Kurzfilm
- 2019: Em Caso de Fogo (In Case of Fire), Kurzfilm
- 2021: Cabra Cega (Blindman's Buff), Kurzfilm
- 2022: When We Dead Awaken, Kurzfilm
- 2023: Dildotectónica (Dildotectonics), Kurzfilm
- 2025: Duas vezes João Liberada (Two Times João Liberada), Spielfilm

## Auszeichnungen
Crossing Europe
- 2025: Nominierung Competition Fiction (Duas vezes João Liberada)[5]

Visions du Réel 2023
- Nominierung des Films Dildotectónica im internationalen Wettbewerb Mittellange & Kurzfilme[6]

IndieLisboa 2023
- Nominierung  des Films Dildotectónica im nationalen Wettbewerb[7]

Internationale Filmfestspiele Berlin 2025
- Nominierung des Films Duas vezes João Liberada als Bestes Spielfilmdebüt in der Sektion Perspectives
- Nominierung des Films Duas vezes João Liberada von Paula Tomás Marques für den Teddy Award